# Coquillettidia xanthogaster
Coquillettidia xanthogaster är en tvåvingeart som först beskrevs av Edwards 1924.  Coquillettidia xanthogaster ingår i släktet Coquillettidia och familjen stickmyggor. Inga underarter finns listade i Catalogue of Life.